# Кульдышиха
Кульдышиха — озеро в России, в верхнем течении реки Кехорега, в бассейне реки Васюган в районе объектов нефтяного месторождения. Находится в Парабельском районе Томской области. Площадь 0,17 квадратного километра.